# Estrid Bjørnsdotter
 Estrid Bjørnsdotter, även kallad Estrid Byrdasvendsdotter, var en norsk drottning, gift med kung Magnus Erlingsson (r. 1161-1184). 
Hon var dotter till Björn Byrdasvend och Rangrid Guttormsdotter. Genom sin mor härstammade hon möjligen från Tostig Godwinson, bror till kung Harold Godwinson. 
Hon gifte sig första gången med Tore Skinnfeld. Hennes make dog vid okänt tidpunkt. 
Hon gifte sig år 1170 med kung Magnus Erlingsson. Inga barn nämns från äktenskapet. Hon blev därmed en av Norges få inhemska drottningar. Nästan ingenting är känt om hennes liv som drottning.  